# Agrupació Coral La Llàntia
L'Agrupació Coral La Llàntia és una coral de veus masculines fundada l'any 1876 a Igualada. L'any 2011 la Generalitat de Catalunya atorgà la Creu de Sant Jordi a l'entitat, per la seva tasca duta a terme en l'àmbit del cant coral i en el món de la música.

## Història
El 1876 cinc joves igualadins van anar a oferir una serenata a unes noies de la població veïna de Vilanova del Camí. En acabar anaren a sopar i després esclatà una tempesta que feia difícil retornar a peu cap a Igualada. La mestressa del restaurant es compadí d'ells i els deixà una llàntia per tal que tinguessin claror per guiar-se en el fosc camí. Per aquest motiu anomenaren "La Llàntia" el nou Cor que aquell dia decidiren fundar.
La Coral va créixer i adquirí una gran popularitat en actes socials, benèfics i de representació. Un dels seus directors va ser Miquel Jordana i Puig. La guerra civil espanyola (1936-1939) va interrompre'n les activitats i, acabat el conflicte, la coral es reorganitzà, incorporant-hi nous cantaires.
Entre les actuacions més rellevants cal destacar les efectuades a Mallorca (1944), Palau de la Música Catalana de Barcelona (1956), Torrelavega (Santander, 1960 i 1964), la participació en la "X Jornada Internacional de Cant Coral" a Barcelona (1974), el Concert de Cors de Sarsueles a Igualada (1996) i l'actuació amb la Banda de Música de Barcelona, a Igualada, dins la celebració de l'Any Clavé (1999). El 1987 Igualada va ser nomenada "Vila Claveriana", sota l'impuls de La Llàntia, agrupació que forma part de la Federació de Cors de Clavé.
Joan Montaner i Guix va dirigir la coral durant 35 anys, de 1933 fins a la seva prematura mort el 1967, a l'edat de 53 anys. El seu fill, Josep Montaner i Torres, dirigí la coral entre 1994 i 2014, any en què cedí la direcció a Josep Bernadí i Casanellas, instrumentista d'acordió que entrà a la coral el 1990 i que des del 1997 n'havia estat sotsdirector.

## Premis i reconeixements
- Primer premi en els concursos d'El Vendrell (1950), Berga (1956), Sant Vicenç dels Horts (1956), Castellbisbal (1959), Sant Sadurní d'Anoia (1962) i Barcelona (1967).[2]
- Medalla de la Ciutat, atorgada per l'Ajuntament d'Igualada (1964)
- Designació de "Coral La Llàntia" a un carrer de la ciutat d'Igualada (1985)
- Premi Creu de Sant Jordi (2011)